# Wasserleben

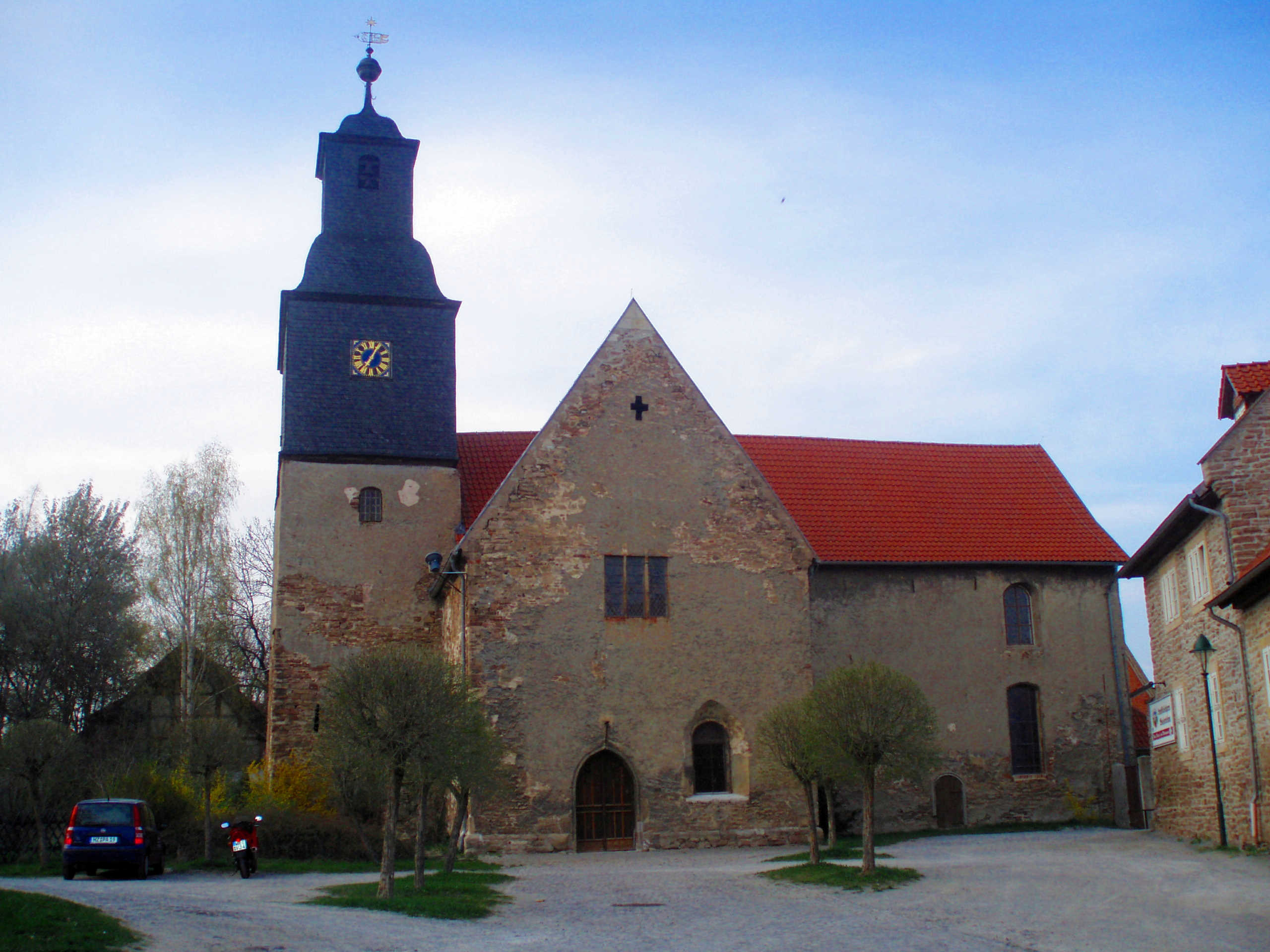
Evangelische Kirche in Wasserleben

Wasserleben ist ein Ortsteil der Gemeinde Nordharz im Landkreis Harz in Sachsen-Anhalt.

## Geografie

### Geografische Lage
Der Ort liegt an der Ilse rund zehn Kilometer nördlich von Wernigerode. Durch den Ort fließen die Ilse und der Schneibeckebach. Quellbäche in der Gemarkung sind der Ohrbeek und der Ochsenbach.

## Geschichte

### Alter des Dorfes
Wasserleben liegt in einer Region mit einer nahezu lückenlosen Siedlungsgeschichte von rund 7000 Jahren.
Der heutige Name Wasserleben wurde erst im 18. Jahrhundert gebräuchlich, vorher hieß der Ort Wasserler, Waterler oder Waterlieren. Damit dürfte das Dorf zu der Gruppe von Siedlungen mit den germanischen Ortsnamenendungen –lar, -leri, -lere gehören, die bereits vor der Völkerwanderungszeit bestanden.
Die früheste überlieferte schriftliche Erwähnung Wasserlebens geht auf das Jahr 1187 zurück. In einer Urkunde des Klosters Drübeck wird von einem Landkauf in Waterlieren berichtet.

### Mittelalter
Entscheidend für die Entwicklung des Ortes im Mittelalter war das Blut- oder Hostienwunder: aus einer bei der Osterkommunion 1231 nicht verzehrten Hostie soll wenig später Blut ausgetreten sein.
In den darauf folgenden Jahren entwickelte sich Wasserleben zu einem regional bedeutenden Wallfahrtsort.
So entstand um 1290 in der Nähe der Gemeindekirche eine Kapelle, die allein der Präsentation der Hostie diente, und wenig später, zwischen 1298 und 1310, begann auf Betreiben des Bischofs von Halberstadt der Bau eines Zisterzienserinnenklosters, heute das Gut.
Der Aufstieg Wasserlebens ging einher mit dem Abstieg des nordwestlich gelegenen früher bedeutenderen Nachbardorfes Husler, das dann im Verlauf der spätmittelalterlichen Wüstungsperiode als Wohnplatz ganz aufgegeben wurde.
Die Grafen von Regenstein waren im Hochmittelalter die bedeutendsten Grundherren im Ort. Aber 1343 mussten sie in Folge einer Fehde ihre gesamten Besitzungen in Wasserleben an den Grafen von Wernigerode verkaufen. Seither gehörte das Dorf immer zur Grafschaft Wernigerode bzw. zu den entsprechenden Nachfolgeterritorien.

### Frühe Neuzeit
Früh setzte sich die Reformation in Wasserleben durch, bereits 1525 wurde der evangelische Gottesdienst eingeführt.
Doch erst hundertfünfundzwanzig Jahre später, nach Auflösung des Klosters, konnte die Kirchengemeinde uneingeschränkt über die Dorfkirche verfügen. Um regelmäßig evangelische Gottesdienste abhalten zu können, errichtete sie in den Jahren 1601–1609 eine kleine Kirche auf dem heutigen Friedhof, die Gottesackerkirche Sankt Salvator. Dies war der erste Neubau einer evangelischen Kirche in der Grafschaft Wernigerode.
Von einer Schule ist erstmals zu Beginn des 17. Jahrhunderts die Rede. In seinem Haus unterwies der Kantor vorerst nur die Jungen. Die Mädchen unterrichtete eine „Lehrwase“, eine kundige Frau, später ein „Mägdlein-Schulmeister“, ebenfalls in der eigenen Wohnung. Ein richtiges Schulhaus erhielt die Gemeinde 1769.

### 18. und 19. Jahrhundert
Dem großen Brand von Wasserleben, ausgelöst durch einen unachtsamen Schmied, fielen am 4. April 1702 zwei kleine Kinder zum Opfer. Zudem vernichtete das Feuer über fünfzig Gehöfte und Häuser, darunter auch das Wohnhaus des Kantors, in dem die Kirchenbücher verwahrt wurden.
Ab 1771 war das Feiern von Schützenfesten in den Landgemeinden der Grafschaft Wernigerode untersagt. Doch nach zahlreichen Interventionen wurde das Verbot aufgehoben und 1787 gründete sich die Schützengesellschaft Wasserleben neu. Heute ist sie der größte Verein im Ort.
Über die genaue Zahl der Einwohner gibt erstmals der „Bevölkerungsetat von 1809“ verlässlich Auskunft: damals lebten 1012 Personen im Dorf und 64 auf dem Gut.
1813 waren in Wasserleben die Kärrner die erste Gruppe von Bauern, die im Zuge der Bauernbefreiung Dienste gegen Geldzahlungen ablösten. Es zog sich dann noch gut fünfzig Jahre hin, bis alle Dienste in Geldabgaben umgewandelt waren.
Als Grundlage für die Separation wurde 1822 ein Feldregister mit umfangreichem Kartenwerk angelegt. Die Zusammenlegung der Betriebsflächen gestaltete sich ähnlich mühsam wie die Dienstablösung. Erst in den 1880er-Jahren war sie im Wesentlichen abgeschlossen.
Durch Bauernbefreiung und Separation aber auch durch neuartige Bewirtschaftungsmethoden stiegen im 19. Jahrhundert die landwirtschaftlichen Erträge auch in der Grafschaft Wernigerode stark an. Speziell in Wasserleben erhielt dieser Trend durch den Bahnanschluss und die Errichtung einer Zuckerfabrik zusätzliche Impulse.
Der Bahnhof Wasserleben wurde durch die Magdeburg-Halberstädter Eisenbahngesellschaft (MHE) am 1. März 1869 an der Strecke Halberstadt–Vienenburg im Norden Wasserlebens eröffnet, als erster Bahnhof in der Grafschaft Wernigerode.
Etwas später, im Herbst 1870, nahm gegenüber dem neuen Bahnhof die „Zuckerfabrik Wasserleben E. Henneberg & Comp.“ ihren Betrieb auf.

### Gegenwart
Am 1. Januar 2010 schlossen sich die bis dahin selbstständigen Gemeinden Wasserleben, Danstedt, Heudeber, Langeln, Schmatzfeld, Stapelburg, Veckenstedt und Abbenrode zur Einheitsgemeinde Nordharz zusammen.

## Gedenkstätten
Im Ort wurde ein Denkmal zur Erinnerung an die im Ersten Weltkrieg gefallenen Dorfbewohner errichtet. Es steht in der Nähe des Parkeingangs und listet die ca. 200 gefallenen Personen mit Namen auf. Die Bezeichnung für das Denkmal ist umgangssprachlich: Kriegerdenkmal. Nach 1989 wurden auch zusätzlich Gedenktafeln für die Gefallenen des Zweiten Weltkrieges angebracht.

## Religionen
Eine evangelische Kirche (Sylvestrikirche) befindet sich zwischen dem Gutshof und der Dorfstraße, eine weitere Kirche steht auf dem Gelände des Friedhofes. Die Kirchengemeinde Wasserleben gehört zum Kirchenkreis Halberstadt.

## Politik

### Wappen
Das Wappen wurde am 24. März 2009 durch den Landkreis genehmigt.
Blasonierung: „Silber über Blau durch Meereswellen geteilt, oben wachsend zwei zueinander gekrümmte, steigende rote Forellen.“
Grundlage bildete ein von der Gemeinde in Gewohnheitsrecht geführtes, aber nicht genehmigtes Wappenbild. Die Wellen geben den Wasserreichtum des Ortes wieder und sind auch ein Bezug auf den Ortsnamen. Das Dorf wird von der Ilse und dem Schneibeckebach tangiert und auch in der Gemarkung selbst existieren etliche Quellbäche wie der Ohrbeek oder der Ochsenbach. Die Fische beziehen sich auf das Wappen der Grafen von Wernigerode, zu dem der Ort einst gehörte.
Die Farben des Ortsteiles sind Rot-Weiß.
Das Wappen wurde vom Magdeburger Kommunalheraldiker Jörg Mantzsch gestaltet.

### Flagge
Die Flagge ist rot-weiß (1:1) gestreift (Querform: Streifen waagerecht verlaufend, Längsform: Streifen senkrecht verlaufend) und mittig mit dem Wappen belegt.

## Kultur und Sehenswürdigkeiten

### Parks
- Henneberg-Park: 1852 von Wilhelm Henneberg angelegter Park im englischen Stil.
- Ilsestrandbad: 1938 erbautes und 1997 saniertes Freibad.

## Persönlichkeiten

### Söhne und Töchter des Ortes
- Christian Ferdinand Siemens (1787–1840), Gutspächter in Lenthe bei Hannover
- Wilhelm Henneberg (1825–1890), Tierernährungsphysiologe
- Bruno Henneberg (1830–1899), Mitglied des Preußischen Abgeordnetenhauses und des Provinziallandtages von Schleswig-Holstein
- Ernst Plötze (1902–1984), Physiker und Hochschullehrer
- Hans Rudolf Henneberg (1919–2012), Ornithologe und Naturschützer

## Personen mit Bezug zum Ort
- Carl August Schmid (1767–1822), Naturforscher und evangelischer Pastor in Wasserleben

## Verkehr

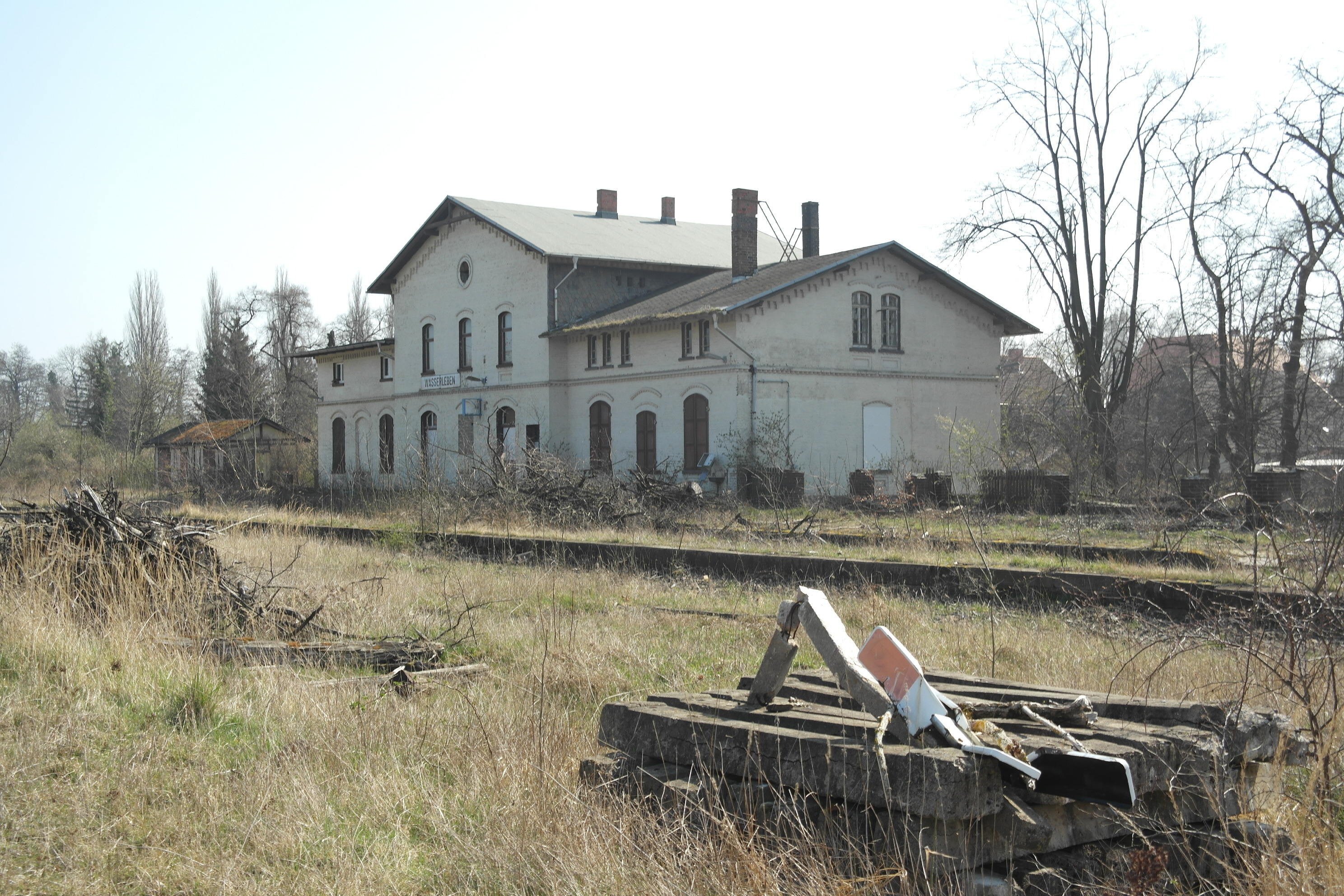
Bahnhof Wasserleben

Der ehemalige Bahnhof Wasserleben lag an der Bahnstrecke Halle–Vienenburg. Hier zweigte die Bahnstrecke Wasserleben–Börßum ab. Die Kreisstraße 1331 verläuft von Schmatzfeld und der Bundesstraße 244 im Süden durch Wasserleben nach Berßel an der Landesstraße 87 im Norden. Die Kreisstraße 1330 verbindet Wasserleben mit Langeln an der B 244 im Osten und die Kreisstraße 1332 führt nach Veckenstedt im Südwesten. Über diese Straßen verkehren auch die Busverbindungen der Harzer Verkehrsbetriebe nach Wernigerode und Osterwieck.